# Paxton (Florida)
Paxton és una població dels Estats Units a l'estat de Florida. Segons el cens del 2000 tenia 656 habitants.

## Demografia
Segons el cens del 2000, Paxton tenia 656 habitants, 263 habitatges, i 185 famílies. La densitat de població era de 64,8 habitants/km².
Dels 263 habitatges en un 28,5% hi vivien nens de menys de 18 anys, en un 51,7% hi vivien parelles casades, en un 13,7% dones solteres, i en un 29,3% no eren unitats familiars. En el 27% dels habitatges hi vivien persones soles el 12,9% de les quals corresponia a persones de 65 anys o més que vivien soles. El nombre mitjà de persones vivint en cada habitatge era de 2,49 i el nombre mitjà de persones que vivien en cada família era de 2,96.
Per edats la població es repartia de la següent manera: un 25,5% tenia menys de 18 anys, un 6,7% entre 18 i 24, un 25,2% entre 25 i 44, un 26,7% de 45 a 60 i un 16% 65 anys o més.
L'edat mediana era de 39 anys. Per cada 100 dones de 18 o més anys hi havia 82,5 homes.
La renda mediana per habitatge era de 24.625 $ i la renda mediana per família de 35.000 $. Els homes tenien una renda mediana de 25.781 $ mentre que les dones 21.375 $. La renda per capita de la població era de 14.108 $. Entorn del 7,1% de les famílies i el 12,3% de la població estaven per davall del llindar de pobresa.

## Poblacions més properes
El següent diagrama mostra les poblacions més properes.